# Apoplophora aokii
Apoplophora aokii är en kvalsterart som beskrevs av Mondal, Kundu och Roger Roy 1999. Apoplophora aokii ingår i släktet Apoplophora och familjen Mesoplophoridae. Inga underarter finns listade i Catalogue of Life.